# Ivan Jandl
Ivan Jandl (24. ledna 1937 Praha – 21. listopadu 1987 Praha) byl československý herec, režisér a rozhlasový pracovník. V dětství patřil mezi členy Dismanova rozhlasového dětského souboru, v němž ho objevil americký režisér Fred Zinnemann a obsadil ho do hlavní dětské role protiválečného filmu Poznamenaní, který připravoval. Snímek měl úspěch a Jandl jako první Čech za svůj výkon získal prestižní filmová ocenění Oscar i Zlatý glóbus. Ač měly o natáčení s Jandlem zájem i další světové produkční firmy, československé úřady mu to neumožnily a objevil se již pouze v několika epizodních rolích filmů národní kinematografie. I kvůli přijetí amerických ocenění mu po komunistickém převratu v únoru 1948 nebylo umožněno vysokoškolské studium herectví. Pracoval tak jako úředník, výtvarný redaktor či průvodčí. V letech 1965 až 1972 pak působil v Československém rozhlase a následně se stal inspektorem v podniku Potraviny.
Herecky se realizoval v ochotnickém souboru pražských divadel Máj a především Gong, kde se později stal i dramaturgem a režisérem. Do souboru scény patřili vedle jiných také začínající Jana Hlaváčová spolu s Naďou Konvalinkovou nebo režisér Hynek Bočan. V závěru života dva roky pracoval jako inspicient teplického divadla a po návratu do Prahy hlásil sestavy před fotbalovými zápasy TJ Lokomotiva Praha. Ve svém pražském bytě žil sám, a ačkoliv měl diabetes, nedodržoval příliš předepsanou životosprávu a nakonec zemřel doma při diabetickém záchvatu. Urnu s popelem uložili jeho známí na Olšanském hřbitově, ale v roce 2017 se jí ujala Herecká asociace a přenesla ji do svého hrobu na pražském Vyšehradě.

## Život

### Dětství a herecké začátky
Narodil se 24. ledna 1937 do pražské rodiny účetního Klementa Jandla a jeho manželky Boženy. Bylo to jejich jediné dítě. Když měl Ivan tři roky, prodělal dětskou obrnu, jejímž vlivem mu ochrnuly svaly na zádech. Podle vyjádření lékařů mu hrozila invalidita. Podařilo se mu ale dostat se do odborné péče MUDr. Příbramského z pražské Thomayerovy nemocnice, který ho hrozby ochrnutí zbavil a následkem obrny tak pouze lehce napadal na jednu nohu. Přesto v dětství hrál fotbal za Čechii Karlín, navštěvoval hodiny klavíru a chodil do školního divadelního souboru, ve kterém patřil k nejtalentovanějším. Proto ho učitel Pospíšil přihlásil do konkurzu hledajícího nové členy Dismanova rozhlasového dětského souboru. Uspěl a v roce 1945 se stal jeho členem. Ač patřil mezi nejmladší členy souboru, postupně natáčel hlavní role dětských pohádek, například v pohádce Jak kocourek strašil, a účastnil se i veřejných vystoupení tohoto uměleckého tělesa.
V roce 1947 se prvně objevil ve filmu, když patřil mezi chlapce, kteří ve slovenském snímku režiséra Martina Friče nazvaném Varúj! odříkávali modlitbu Otčenáš v maďarštině. Počátkem téhož roku navštívili zkoušku Dismanova souboru pro Jandla neznámá Míla Mellanová spolu s několika muži, kteří hledali dětského představitele do hlavní úlohy jimi připravovaného filmu. Potřebovali najít hocha, jenž sice nebude příliš mluvit, místo toho ale dokáže své pocity vyjádřit pohledem a mimikou. Z představených dětí si zvolili tři chlapce a mezi nimi též Jandla. Každý z vybraných měl předvést hereckou etudu na téma chování a jednání režiséra. Jandl si vzal telefon a do něj jako vynadal režiséru Oldřichu Hoblíkovi, že se plete. Další týden pak Jandla pozvali na švýcarskou ambasádu, kde se setkal s jedním z mužů, kteří předtím doprovázeli Mílu Mellanovou. Byl to filmový režisér Fred Zinnemann, který měl připravovaný snímek – pracovně nazvaný Evropské děti – natáčet, a Jandlovi sdělil, že si ho vybral do hlavní role.

### FilmPoznamenaní

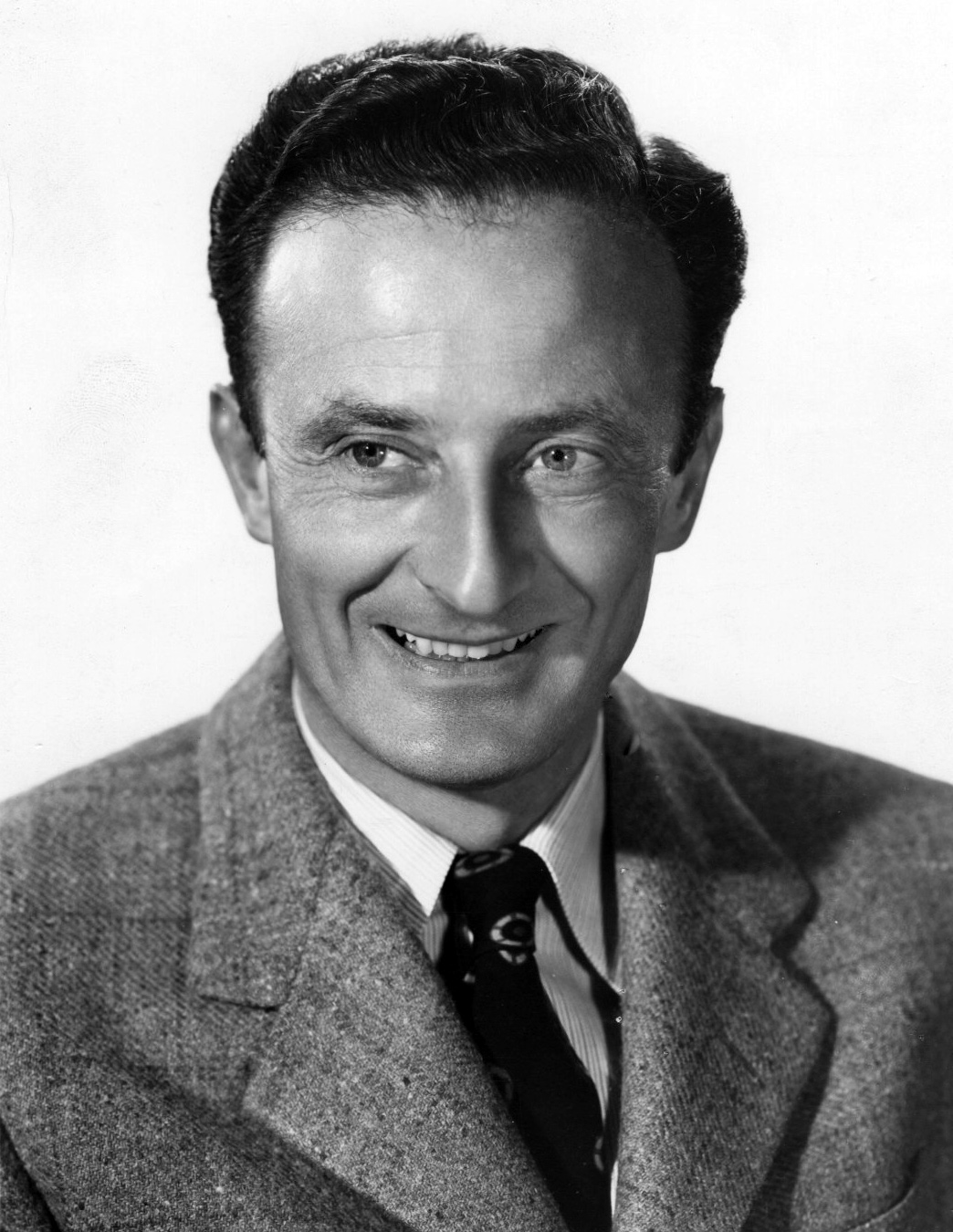
Režisér snímku Poznamenaní Fred Zinnemann

Zinnemannův film se natáčel od dubna do začátku listopadu roku 1947 ve švýcarských ateliérech a v poválečných rozvalinách Mnichova, Stuttgartu a Norimberka. Upozorňoval na problematiku poválečného návratu dětí zavlečených během druhé světové války po celé Evropě v rámci území Třetí říše. Jandl ztvárňoval českého chlapce Karla Malíka, jehož se snaží nalézt jeho maminka, kterou hrála česká operní pěvkyně Jarmila Novotná. Hledání je nakonec úspěšné a maminka se se svým synem šťastně shledá. Komparzové role ve filmu navíc dostaly děti, jež popisovaný osud během války skutečně zažily.
Snímek, který v distribuci dostal název Poznamenaní (v němčině Die Gezeichneten, v angličtině The Search), měl premiéru roku 1948. O dílo měli diváci po celém světě zájem a výtěžek ze vstupného byl určen na repatriační fondy Organizace spojených národů (OSN). Jandlův výkon oceňovali diváci i kritika. Pochvalně se o jeho hereckém výkonu vyjadřil filmový kritik Bosley Crowther v článku otištěném na stránkách The New York Times nebo recenzenti píšící pro New York Herald Tribune či týdeník Life. Jedno nově narozené dítě v Austrálii navíc pojmenovali jeho rodiče – inspirování Jandlem – křestním jménem Ivan. V Československu měl film premiéru na festivalu ve Zlíně. Roku 1948 se objevil i v programu mariánskolázeňského filmového festivalu, jehož se Jandl osobně účastnil. Potkal se zde se sovětským hercem Nikolajem Konstantinovičem Čerkasovem a neformálně ho přijali Marta Gottwaldová, manželka tehdejšího prezidenta republiky, a ministr Václav Kopecký. Další promítání filmu se již neuskutečnilo, protože z politických důvodů nebyl po politickém převratu v únoru 1948 zájem prezentovat „zkaženou Západní buržoazní kulturu“, namísto toho se preferoval socialistický realismus.
Jandlovi však přesto chodily obdivné dopisy. Mezi nimi i od mladičké Brigitte Bardotové, která mu líčila, jak se těší do Afriky na společné filmování snímku o dvou dětech, trosečnících, jež s ní a s Jandlem plánovala natočit společnost Europe Film. Natáčení se ale nakonec nerealizovalo. Kontaktovala ho také Shirley Templová, ale ani tato spolupráce nedopadla, stejně jako se neuskutečnila ani žádná jiná z dalších mnoha možných natáčení se zahraniční produkcí, neboť představitelé Československa rozhodli, že Jandl bude „zachován pro potřeby československého filmu“.
Dne 25. března 1949 dorazil Jandlovi telegram se zprávou: „Vyhrál jsi speciální cenu Akademie za nejlepší herecký výkon. Srdečně gratuluji! Fred Zinnemann“. Sám Jandl se vlastního předání ocenění, jež se konalo 24. března, nezúčastnil, takže cenu – Oscara – za něj od prezidenta Americké filmové akademie Jeana Hersholta přebral právě režisér Zinnemann. Jandl si ho pak následně převzal v pražském sídle ředitelství Československého státního filmu, kam mu byl v balíčku zaslán. Podle jiných zdrojů mu však zásilka dorazila poštou domů. Když doručenou poštu rozbaloval, ke svému překvapení zjistil, že vedle Oscara obsahuje ještě Zlatý glóbus, který udělují američtí filmoví kritici. Stal se tak držitelem dvou nejprestižnějších cen ve světě filmu, což se žádnému jinému Čechovi nepovedlo. Vlastní soška Oscara byla svou velikostí přizpůsobena skutečnosti, že ji bude přebírat malý chlapec. Oproti skulpturám, jimiž jsou dekorovaní dospělí umělci, měla menší rozměry.

### Další filmy, školní léta a dospělost

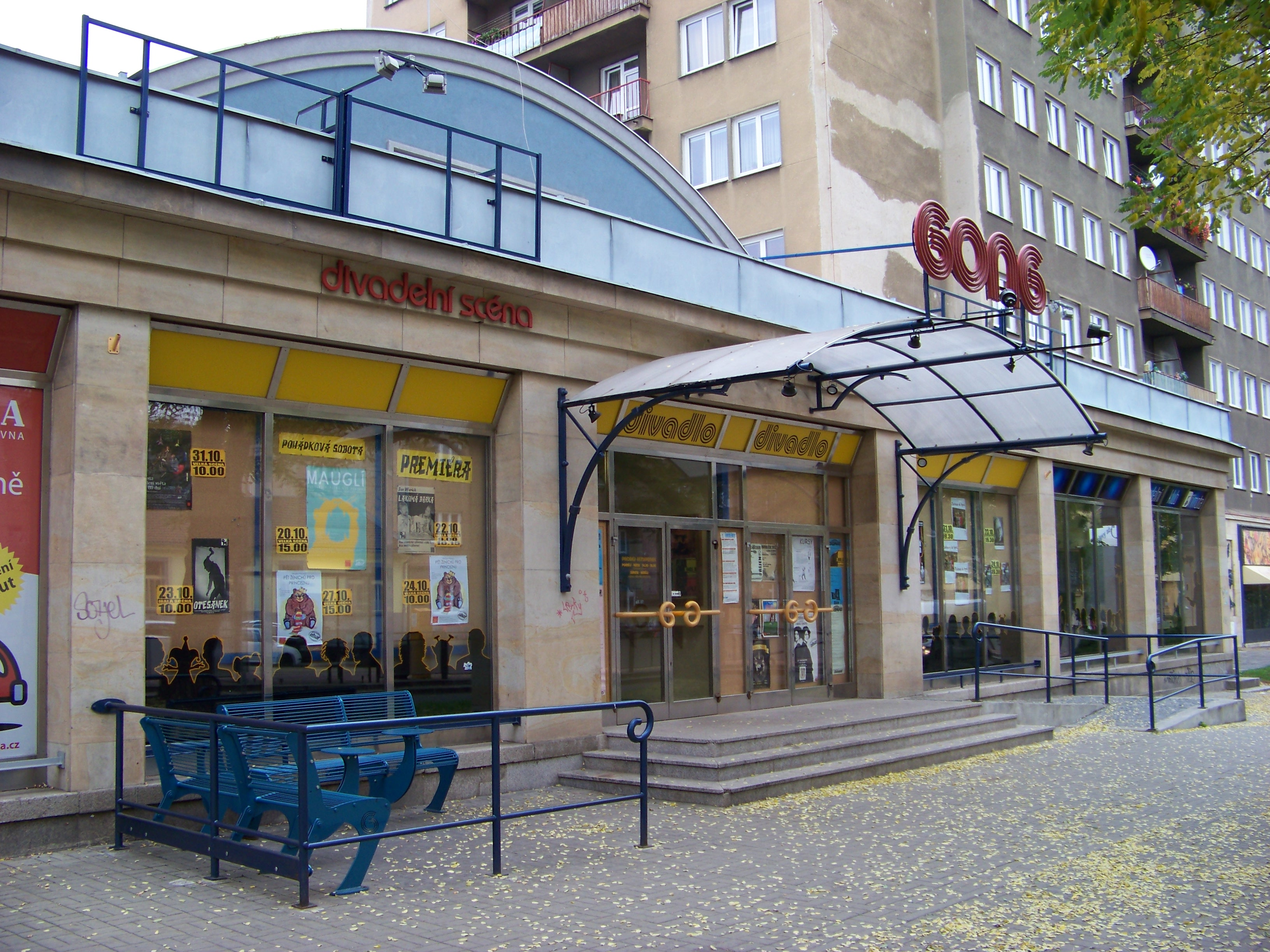
Divadlo Gong

Posléze se Jandl objevil ještě v československých filmech Zelená knížka z roku 1948 od režiséra Josefa Macha nebo Svědomí natočeném v roce 1948 Jiřím Krejčíkem, v němž ztvárnil úlohu žáka Lojzka. Poslední rolí se stal letecký modelář ve filmu Vítězná křídla, který v roce 1950 režíroval Čeněk Duba. Opětovně se setkal také s hercem Nikolajem Čerkasovem, s nímž spolupracoval na dabingu Dětí kapitána Granta.

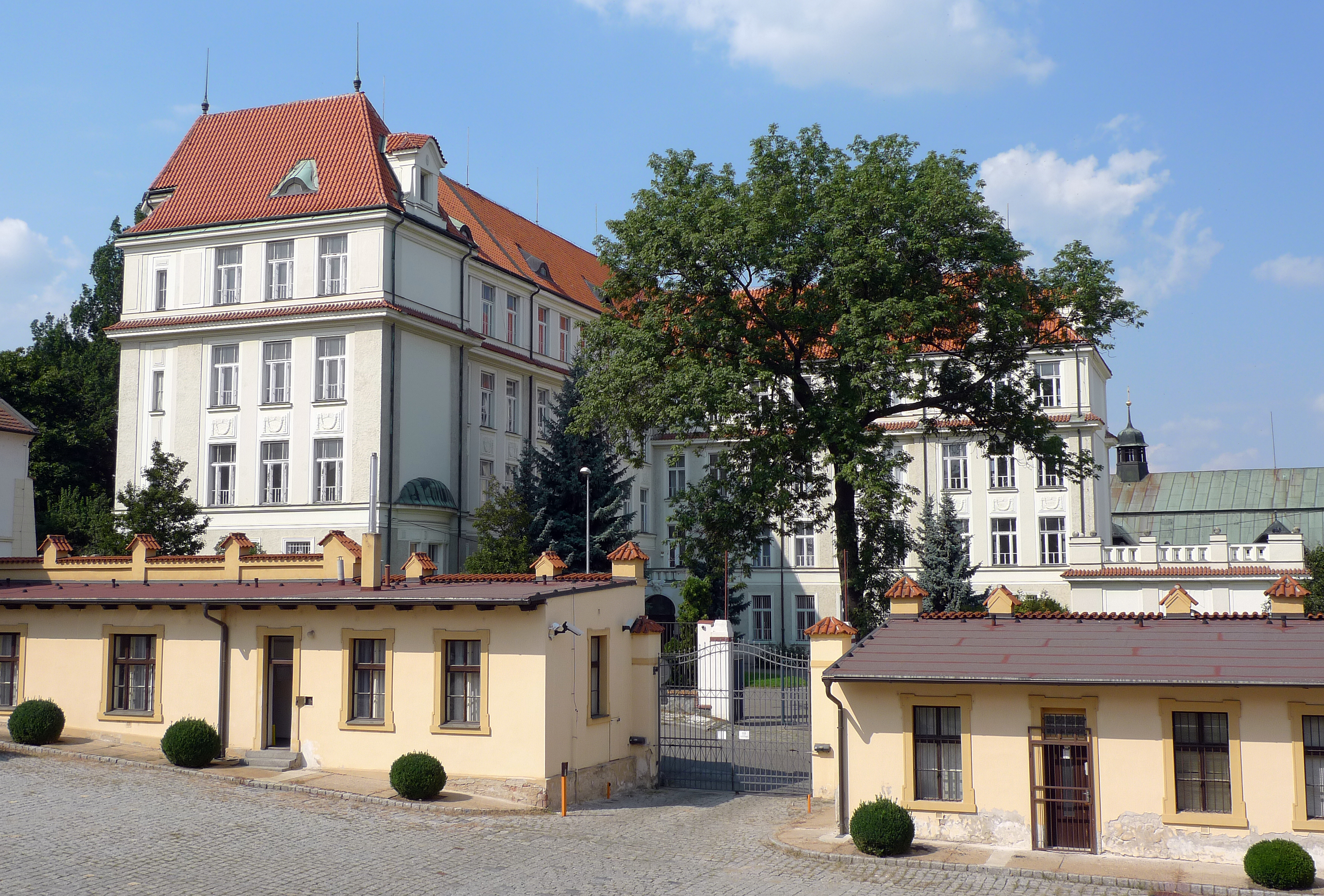
Gymnázium, na němž Jandl studoval

Když studoval na libeňském gymnáziu, patřili k jeho spolužákům i budoucí herečka Jana Hlaváčová nebo pozdější režiséři Hynek Bočan a Miroslav Vildman. Tehdy Jandl roku 1955 spoluzaložil dramatický soubor „Studio 9“. Jakmile svá gymnaziální studia dokončil, hlásil se na vysokou školu. Zvolil si Divadelní fakultu Akademie múzických umění. Na ni ovšem nebyl dvakrát přijat, protože mu přijímací komise vytýkala kvůli plešatění nedostatečný divadelní vzhled a též i ocenění od americké, tedy západní kinematografie. Dostal se na práva, ale po několika semestrech je sám vzdal a stal se úředníkem Klubu čtenářů, ve kterém dostal členskou legitimaci s pořadovým číslem 88888. Poté působil jako výtvarný redaktor nebo průvodčí na autobusové lince z Prahy do Vodochod či telefonní technik. Na počátku šedesátých let 20. století byl po dvě sezóny sboristou v souboru kladenského divadla Jaroslava Průchy.
Následně od 8. února 1965 pracoval v Československém rozhlase, kam byl přijat na pozici programového dispečera. Věnoval se tak řízení vysílaného programu a pokud nastala ve vysílání porucha, volil a do vysílání obratem zařazoval náhradní program. Roku 1969 se stal rozhlasovým hlasatelem, ale v létě 1972 musel Československý rozhlas z politických důvodů, kdy mu bylo vytýkáno například jeho členství v Klubu angažovaných nestraníků, opustit. Následně se stal inspektorem a účetním revizorem v podniku Potraviny. Vedle toho se amatérsky věnoval divadlu. Působil ve vinohradském divadlu Máj a předně v Gongu v pražské Libni, kde nejen hrál, ale věnoval se též dramaturgii a režii. Mezi členy ansámblu v Gongu patřili Jana Hlaváčová, Naďa Konvalinková, Miroslav Vildman, Hynek Bočan nebo Ladislav Cvekl. Jandlem režírovaná představení oceňovali jak diváci, tak odborní porotci na festivalech. Pod jeho vedením soubor uvedl operu Evžen Oněgin od Alexandra Sergejeviče Puškina, tragédii Ruy Blas od Victora Huga či komedii Medvěd od Antona Pavloviče Čechova. Sám Jandl si zahrál roli Malvolia v představení Večer tříkrálový aneb Cokoli chcete od Williama Shakespeara, jež režíroval Pavel Mrkvička, bratr herce Ladislava Mrkvičky.

### Závěr života
Roku 1985 se stal inspicientem v Krušnohorském divadle v Teplicích. Po dvou letech ale tuto práci ukončil a vrátil se zpět do hlavního města. Zde se stal hlasatelem při fotbalových utkáních klubu TJ Lokomotiva Praha, odkud jej chtěli na stejnou pozici získat funkcionáři Bohemians Praha, byť Jandlovo srdce patřilo Spartě Praha. Vedle toho též moderoval zápasy mužstva zpěváků a herců FC Praha. Věnoval se i šachu, který závodně hrál za Trakce ČKD. Ovládal také několik světových jazyků, ale přesto v soukromém životě zůstával osamocen a žil jen se svými rodiči. Ke konci života začal mít problémy se zhoršujícím se sluchem. Navíc, ač měl cukrovku, nedodržoval lékaři předepsanou životosprávu, navštěvoval restaurace a své splíny řešil pomocí alkoholu. Cítil se zneuznaný a měl dojem, že svůj život promrhal. Zemřel osamocen, 21. listopadu 1987 ve věku padesáti let, ve svém libeňském bytě v domě číslo 31 v pražské ulici Novákových při diabetickém záchvatu.

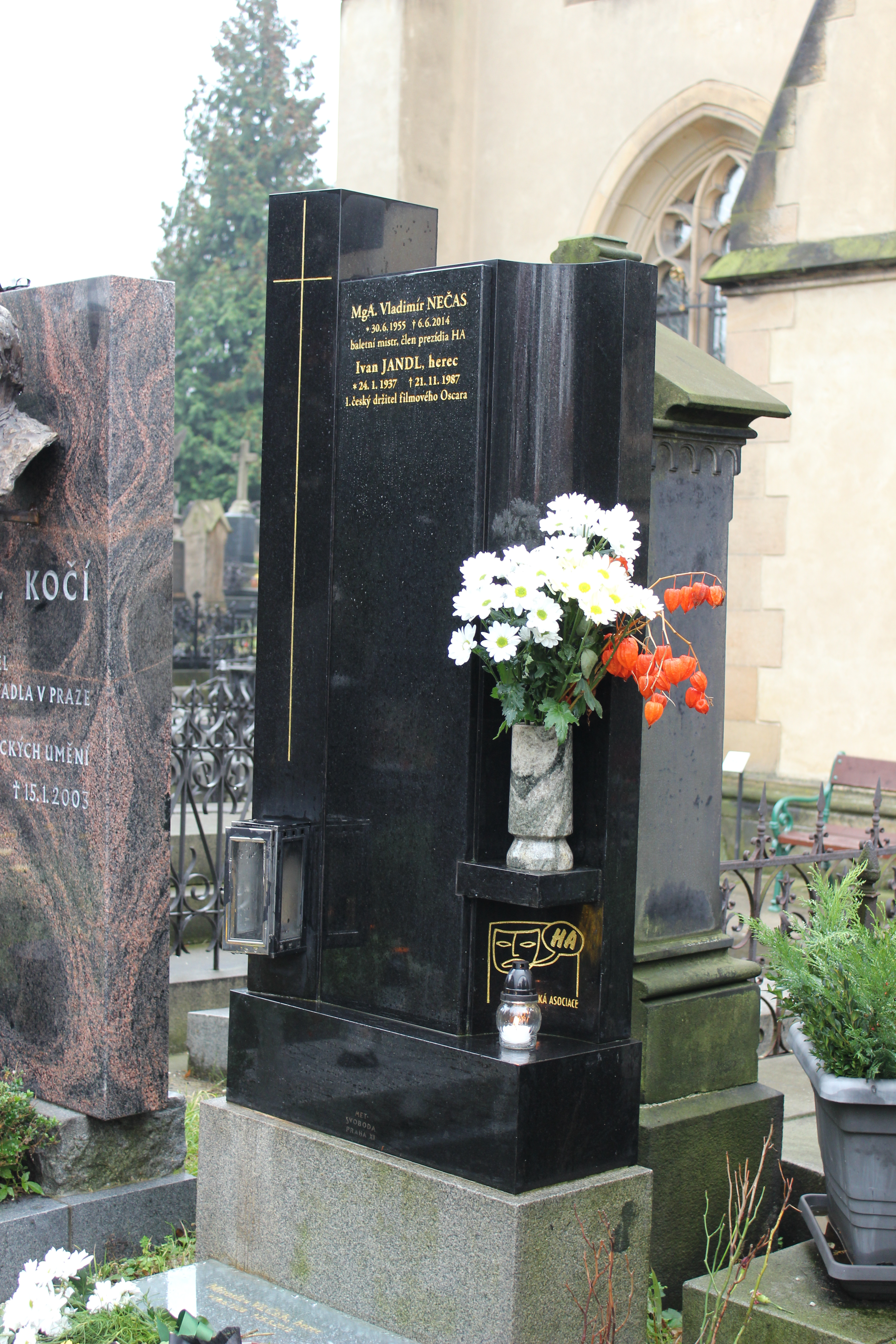
Deska hrobu, do něhož byl Jandl uložen (2017)

Zemřel bezdětný a jeho přátelé posléze urnu s Jandlovým popelem uložili do schránky v kolumbární stěně hřbitova na Olšanech. V roce 2017 však byla schránka vyjmuta a při vzpomínkovém aktu 9. listopadu toho roku vložena do hrobu Herecké asociace na pražském Vyšehradském hřbitově.

## Památka

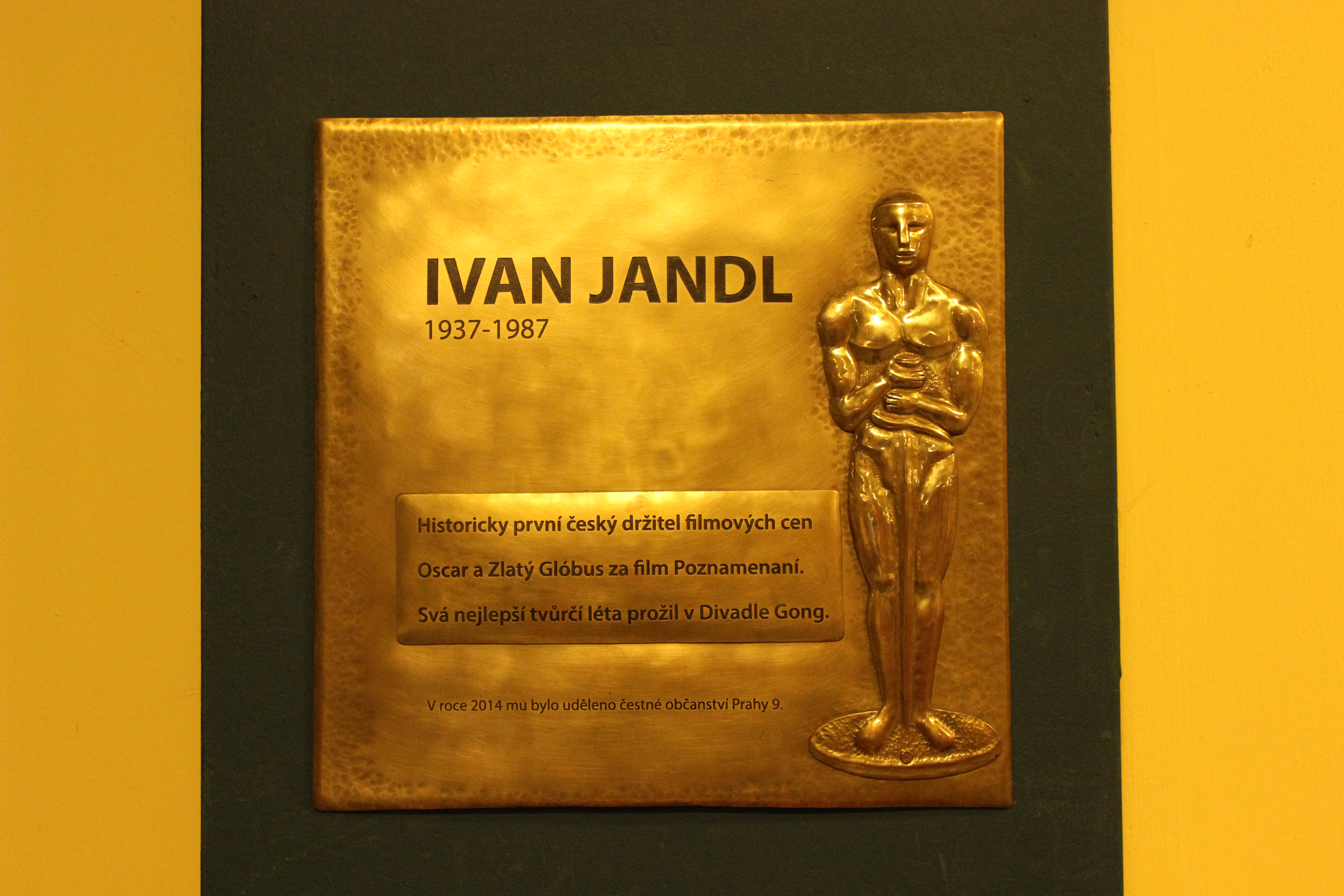
Pamětní deska v divadle Gong

Když Jana a Miloš Tiší objevili 15. listopadu 1996 novou planetku, která dostala číslo 37 736, pojmenovali ji, na podnět Ludmily Matrtajové, „Jandl“. Od roku 2006 jsou na chodník před kinem ve Zlíně osazovány hvězdy připomínající osobnosti, které se proslavily v oblasti dětské kinematografie. Lokalita dostala název Zlínský chodník slávy. Roku 2007 sem přibyly dvě hvězdy. Jedna patří herečce Mahuleně Bočanové a druhá upomíná na Ivana Jandla. Městská část Praha 9, na jejímž území se nachází divadlo Gong, udělila Jandlovi roku 2014 na popud Josefa Pavlaty čestné občanství in memoriam. Téhož roku také byla ve foyer divadla odhalena pamětní deska upomínající na Jandla. U příležitosti nedožitých umělcových osmdesátých narozenin (2017) se rozhodl Český rozhlas zřídit ocenění nesoucí jeho jméno, jímž bude oceňovat osobnosti, které sehrály významnou roli při rozvoji rozhlasové tvorby. V den třicátého výročí Jandlova úmrtí (21. listopadu 2017) odhalil tehdejší generální ředitel Českého rozhlasu René Zavoral v budově této instituce v místech veřejnosti nepřístupných pamětní desku připomínající především Jandlovu rozhlasovou činnost. Příznivci geocachingu mohou v Praze odlovit kešku s kódem GC74FGF pojmenovanou „Ivan Jandl“.